# Oakfield (Nova York)
Oakfield és una població dels Estats Units a l'estat de Nova York. Segons el cens del 2000 tenia 1.805 habitants.

## Demografia
Segons el cens del 2000, Oakfield tenia 1.805 habitants, 648 habitatges, i 465 famílies. La densitat de població era de 1.055,9 habitants per km².
Dels 648 habitatges en un 39,4% hi vivien nens de menys de 18 anys, en un 57,3% hi vivien parelles casades, en un 11% dones solteres, i en un 28,2% no eren unitats familiars. En el 22,1% dels habitatges hi vivien persones soles l'11,4% de les quals corresponia a persones de 65 anys o més que vivien soles. El nombre mitjà de persones vivint en cada habitatge era de 2,77 i el nombre mitjà de persones que vivien en cada família era de 3,25.
Per edats la població es repartia de la següent manera: un 29,7% tenia menys de 18 anys, un 7,5% entre 18 i 24, un 30,4% entre 25 i 44, un 19,4% de 45 a 60 i un 13% 65 anys o més.
L'edat mediana era de 34 anys. Per cada 100 dones de 18 o més anys hi havia 88,6 homes.
La renda mediana per habitatge era de 40.580 $ i la renda mediana per família de 45.270 $. Els homes tenien una renda mediana de 32.981 $ mentre que les dones 21.897 $. La renda per capita de la població era de 15.962 $. Entorn del 8% de les famílies i l'11,6% de la població estaven per davall del llindar de pobresa.